# 名古屋市立前津中学校
名古屋市立前津中学校（なごやしりつ まえづちゅうがっこう）は、愛知県名古屋市中区大須四丁目の市立中学校。

## 校歌
- 「明るい光」（作詞：前津中学校）[1]

## 沿革
- 1947年（昭和22年）4月 - 名古屋市立前津中学校として開校[2]。ただし、大須・栄・名城の各小学校の教室を借用し、栄小学校を本部とした[2]。
- 1949年（昭和24年）
  - 3月 - 大須・名城の各分校を栄小学校の本部に集約[2]。
  - 10月 - 独立校舎落成に伴い、栄小学校に設置された仮校舎より移転[2]。
- 1951年（昭和26年）4月 - 旧平和小学校に分校を設置[2]。
- 1956年（昭和31年）4月 - 南呉服町において分校舎が落成[2]。
- 1964年（昭和39年）12月 - 南外堀町において分校が落成し、南呉服町の分校より移転[2]。
- 1965年（昭和40年）4月 - 南外堀町の分校が名古屋市立丸の内中学校として分離独立[2]。
- 1966年（昭和41年）5月1日 - 校内体育館を「勤労青少年レクリエーションセンター」の名目で平日夜および休日午後に限って貸し出す
- 2021年(令和3年)4月-学年活動教室を多目的ルームに改修
- 2021年(令和3年)[3]4月-企業と合同の探究活動開始
- 2022年(令和4年)4月-制服を学生服からブレザー制服に変更

## 通学区域
- 名古屋市立栄小学校学区
- 名古屋市立大須小学校学区

## 部活動
- 陸上競技部
- 野球部
- 卓球部
- 芸術部
- けん玉部

## 著名な出身者

### 音楽
- 田島荘三 - 音響監督

### スポーツ
- 伊藤みどり - 元フィギュアスケーター
- 樋口美穂子 - フィギュアスケートコーチ
- 松生理乃 - フィギュアスケーター
- 村上佳菜子 - タレント、元フィギュアスケーター
- 和田薫子 - フィギュアスケーター（在学中）

### 芸能人・モデル
- 大川真代 - モデル
- 黒崎レイナ - 女優、モデル
- 宮地佑紀生 - タレント
- 山本麻椰 - タレント